# Себастьян, Тоби
Себастьян Тоби М. Пью (англ. Sebastian Toby M. Pugh), наиболее известный как Тоби Себастьян (англ. Toby Sebastian) — английский актёр и музыкант из Оксфорда. Он известен по роли Рассела из фильма «Философы. Урок выживания» и ролям Тристана Мартелла в пятом сезоне сериала HBO «Игра престолов» и Кэша Фентона в фильме «Особо опасна». Его сестра, Флоренс Пью, тоже актриса.
Кастинг-директор «Игры престолов» Нина Голд позже объяснила его выбор: «Мы знали Тоби больше потому что он сделал множество вещей в музыке в прошлом, но у него есть настоящее романтическое чувство, которое просто работало».

## Фильмография

### Фильмы
| Год  | Название                 | Ориг. название       | Роль          |
| ---- | ------------------------ | -------------------- | ------------- |
| 2013 | Философы. Урок выживания | After the Dark       | Рассел        |
| 2015 | Особо опасна             | Barely Lethal        | Кэш Фентон    |
| 2017 | Музыка тишины            | The Music of Silence | Амос Барди    |
| 2018 | Бок о бок                | Trading Paint        | Кэм           |
| 2019 | Я тебя найду             | I'll Find You        | Влад Догмаров |
| 2022 | Кофейные войны           | Coffee Wars          | Руди          |

### Телевидение
| Год       | Название       | Ориг. название   | Роль            |
| --------- | -------------- | ---------------- | --------------- |
| 2012      | Пустая корона  | The Hollow Crown | повстанец       |
| 2014      | Красный шатёр  | The Red Tent     | Ре-мос          |
| 2015-2016 | Игра престолов | Game of Thrones  | Тристан Мартелл |